# João Pinto Ribeiro
João Pinto Ribeiro nació en Lisboa en la última década del siglo XVI, hijo de Manuel Pinto Ribeiro y de Helena Gomes da Silva. Estudió en la Universidad de Coímbra llegando a licenciarse en Derecho Canónico en 1615.
Fue un importante pilar de la conspiración de los conjurados, por los contactos que tenía con la Dinastía de Braganza y por su iniciativa y empeño en la revolución. Fue el mismo el que, pese a las dudas del Duque de Braganza, le incentivara para proseguir con la conspiración. Fallecería en Lisboa el 11 de agosto de 1649, con un vasto número de obras publicadas. 